# Battaglia di Hiketa
La battaglia di Hiketa (引田の戦い?, Hiketa no tatakai) fu combattuta nel 1583 tra il clan Chōsokabe e le forze Toyotomi guidate da Sengoku Hidehisa.
Il clan Miyoshi, dopo la sconfitta nella battaglia di Nakatomigawa, si appellò a Toyotomi Hideyoshi al quale chiese aiuto per fermare la conquista dell'isola da parte di Chōsokabe Motochika. Hideyoshi, che stava cercando di consolidare il proprio potere affrontando Tokugawa Ieyasu, mandò il suo fidato generale Sengoku Hidehisa in aiuto dei Miyoshi. Tuttavia Hidehisa fu facilmente sconfitto dai Chōsokabe e costretto a ritirarsi dall'isola lasciando i Chōsokabe padroni di Shikoku.